# Ochogona holdhausi
Ochogona holdhausi är en mångfotingart som först beskrevs av Carl Graf Attems 1927.  Ochogona holdhausi ingår i släktet Ochogona och familjen knöldubbelfotingar. Inga underarter finns listade i Catalogue of Life.